# 決死の猛獣狩り
『決死の猛獣狩り』（けっしのもうじゅうがり、The Macomber Affair）は1947年のアメリカ合衆国の映画。
アーネスト・ヘミングウェイの短編小説『フランシス・マカンバーの短い幸福な生涯』を原作としている。出演はグレゴリー・ペックなど。
日本では劇場未公開だが、1971年9月1日にNETテレビにてテレビ放送された。

## ストーリー
物語はイギリス領東アフリカのケニア植民地で始まる。取り乱したアメリカ人女性マーガレット"マーゴット"マカンバーバーは、不幸にも彼女のアメリカ人の夫フランシス・マカンバーと結婚している。彼らの飛行機がケニアのナイロビに着陸する。同行しているのは、イギリスの大物ハンターであるロバート・ウィルソンである。フランシスは彼の頭の後ろを銃で撃たれて死亡している。

その後、映画はフランシス・マコンバーが不幸な事件に遭遇する以前に遡る。フランシスとロバートはノーフォークホテルで会い、ウイスキーを酌み交わしながらサファリの計画を立てる。その後、物語は時系列で始まる。
起こったことは以下のようなことである。：裕福な男であるフランシスは、サファリにいる間、臆病さと肉体的なひ弱さを見せたくなくて、妻マーゴットを遠ざける。マーガレットはロバートに惹かれているので、自身の男らしさを証明するために、フランシスはライオンを殺そうと試みる。しかし、彼はそれを傷を負わせるのが関の山。ロバートは、動物が苦まないように追跡して殺さなければと主張する。負傷したライオンが突進すると、フランシスは逃げ、ロバートはそれを撃つしかない。フランシスは、ロバートによってそれを一日中繰り返し、そして合わせて男の誇りを傷つけられる。猛烈なマーゴットは、ロバートの唇にキスをすることで夫にさらなる屈辱を与える。

夫婦の反目が高まるにつれ、フランシスはアフリカ人の使用人に対して残酷で虐待的になり、ロバートは彼を抑えることになる。翌朝、フランシスは勇気あるショットでケープバッファローを傷を負わせ、彼の肉体的な弱さを受け入れ、ウィルソン（彼は彼の妻にも許しを表明している）と和解し、それによって男になる。負傷したケープバッファローが突進し、マコンバーとウィルソンからの銃撃では倒せなかったため、マーゴットは狙いを定めて銃を撃つ。しかし、彼女の弾丸はフランシスの頭を直撃、彼は即死してしまう。ロバートは、マーゴットが裁判に行く準備をしているときに、そのショットが偶然であったことを彼女に認めさせようとする。彼女が故意に夫を撃ったのか、それとも事故が彼女の心の中にあるものを正当化したという罪悪感を感じているだけなのかは分からない。

## キャスト
※括弧内は日本語吹替（テレビ版）
- ロバート：グレゴリー・ペック（城達也）
- マーガレット：ジョーン・ベネット
- フランシス：ロバート・プレストン
- 警部補：レジナルド・デニー
- エイミー：ジーン・ギリー
- 検死官：カール・ハーボード
- ローガン：ヴァーノン・ダウニング
- 事務員：フレデリック・ウォーロック

## スタッフ
- 監督：ゾルタン・コルダ
- 原作：アーネスト・ヘミングウェイ
- 脚本：ケイシー・ロビンソン
- 撮影：カール・ストラス
- 音楽：ミクロス・ローザ